# Osservatorio astronomico del Monte Baldo
L'osservatorio astronomico del Monte Baldo, intitolato ad Angelo Gelodi, è un osservatorio astronomico pubblico della provincia di Verona, e si trova nei pressi del rifugio Novezzina sul monte Baldo.
L'osservatorio è stato inaugurato il 30 luglio 2005, è di proprietà del comune di Ferrara di Monte Baldo, ed è gestito tecnicamente dal Circolo astrofili veronesi "Antonio Cagnoli", che ne ha anche elaborato il progetto.
L'osservatorio viene regolarmente aperto al pubblico per serate osservative, conferenze, visite guidate, iniziative di vario tipo, anche per scuole ed enti. È inoltre attivo nella ricerca amatoriale, ad esempio nel campo delle meteore e della spettrografia.
Vi sono presenti due telescopi da 400 mm, uno Schmidt Cassegrain per l'osservazione visuale ed un Ritchey-Chrétien dotato invece di una camera CCD per i rilevamenti scientifici.